# Bradysia lii
Bradysia lii är en tvåvingeart som beskrevs av Yang och Zhang 1987. Bradysia lii ingår i släktet Bradysia och familjen sorgmyggor. Inga underarter finns listade i Catalogue of Life.